# Trypetheliales
Die Trypetheliales sind eine Ordnung der Schlauchpilze.

## Merkmale
Die meisten Trypetheliales sind flechtenbildend. Die Fruchtkörper sind einzeln oder zu Gruppen verschmolzene Perithezien. Diese sind rund, im Substrat eingesenkt bis aufsitzend. Die Wand ist dunkelbraun bis kohlenfarben. Die Hyphen zwischen den Schläuchen sind dünn, reichlich verzweigt und mit Querverbindungen (anastomosierend), die so eine netzförmige Struktur bilden. Die Schläuche (Asci) sind fissitunikat (das heißt, der Schlauch fährt teleskopartig aus) und färben sich nicht mit Iod. Die Sporen sind elliptisch bis spindelförmig, oft mit verschieden entwickelten Verdickungen, die ihr so eine diamantähnliche, selten auch gerundete Silhouette verleihen. Sie sind farblos oder selten braun bis dunkelbraun.

## Lebensweise
Arten der Familie Trypetheliaceae sind flechtenbildend mit einer trentepohlioiden Grünalge als Partner. Arten der Familie Polycoccaceae sind hingegen flechtenbewohnend, d. h. sie leben auf Flechten oder saprophytisch auf Rinde.

## Systematik und Taxonomie
Die Ordnung wurde 2008 von Robert Lücking, André Aptroot und Henricus Johannes Maria Sipman zusammen mit der Familie Trypetheliaceae erstbeschrieben. 2015 wurde dann zusätzlich von Ertz und Kollegen die Familie Polycoccaceae beschrieben.
Zurzeit (Stand Februar 2022) besteht daher die Ordnung aus zwei Familien mit folgenden Gattungen:
- Polycoccaceae 
  - Clypeococcum: ca. 10
  - Polycoccum: ca. 60 Arten

- Trypetheliaceae
  - Alloarthopyrenia
  - Aptrootia
  - Architrypethelium
  - Astrothelium
  - Bathelium
  - Bogoriella
  - Constrictolumina
  - Dictyomeridium
  - Macroconstrictolumina
  - Marcelaria
  - Nigrovothelium
  - Novomicrothelia
  - Polymeridium: 51 Arten
  - Polypyrenula
  - Pseudobogoriella
  - Pseudopyrenula
  - Schummia
  - Trypethelium
  - Viridothelium